# Gedian (köpinghuvudort i Kina, Hubei Sheng, lat 30,53, long 114,62)
Gedian är en köpinghuvudort i Kina. Den ligger i provinsen Hubei, i den centrala delen av landet, omkring 32 kilometer öster om provinshuvudstaden Wuhan. Antalet invånare är 62 173. Befolkningen består av 30 092 kvinnor och 32 081 män. Barn under 15 år utgör 12,0 %, vuxna 15-64 år 78 %, och äldre över 65 år 8,0 %.
Runt Gedian är det tätbefolkat, med 819 invånare per kvadratkilometer. Närmaste större samhälle är Huangzhou, 19,8 km sydost om Gedian. Trakten runt Gedian består till största delen av jordbruksmark.
Genomsnittlig årsnederbörd är 1 805 millimeter. Den regnigaste månaden är maj, med i genomsnitt 269 mm nederbörd, och den torraste är december, med 35 mm nederbörd.